# Little Big Boss
Little Big Boss ist ein US-amerikanischer Familienfilm aus dem Jahr 1994. Die Sport-Komödie ist auch unter dem Fernsehtitel Kleiner Trainer ganz groß bekannt.

## Handlung
Billy Heywood ist vielleicht nicht der beste Baseballspieler, aber der größte Baseballfan, den es gibt. Da trifft es sich gut, dass sein Großvater Thomas Heywood der Besitzer der Minnesota Twins ist. Beide verstehen sich gut, sprechen eigentlich nur über Baseball und verbringen ihre Zeit während der Spiele in den VIP-Logen. Es steht auch bald ein Spiel bei den Boston Red Sox an und Thomas verspricht seinem Enkel, dass er wenigstens einmal den Pitcher Roger Clemens in Aktion erleben soll. Doch dazu kommt es nicht mehr, denn Thomas stirbt. Er hinterlässt Billy allerdings sein Team und das Stadion. Nahezu jeder ist skeptisch, ob das gut gehen kann. Und Billy mischt sich auch schnell ein. So bittet er den cholerischen Trainer George O’Farrell, nicht mehr die Spieler anzuschreien, sondern sie vielmehr zu motivieren. Aber O’Farrell ist an die Weisungen des jungen Billy überhaupt nicht gebunden und muss, nachdem er sich auch noch gegen den Transfer von Rickey Henderson stellt, seinen Hut nehmen.
Billy übernimmt fortan das Team als neuer Trainer. Zwar stimmen die Liga und seine Mutter zu, dies machen zu dürfen, aber das Team ist skeptisch und ist Billy gegenüber absolut ablehnend. Dabei verspricht er, die Saison seinem Großvater zu widmen und sich selbst zu entlassen, falls sie in den nächsten Wochen verlieren. Und sie verlieren dann in den nächsten Wochen. Allerdings liegt das weniger an Billy und seinen Methoden als an dem Einsatzwillen der Mannschaft. Also spendiert er allen einen Tag im Vergnügungspark und plötzlich gewinnen sie gutgelaunt die nächsten Spiele. Aber damit sind nicht alle Probleme gelöst, denn derweil trifft sich Billys Mutter auch noch mit seinem Spieler und Freund Lou Collins. Außerdem wurde er zu einem kleinen Medienstar, weswegen man verzweifelt versucht, sein Leben zu vermarkten, wogegen seine Mutter immer wieder ankämpft. Und im Team fordert man von ihm, dass er sich weniger wie ein Fan und mehr wie ein Trainer verhalten soll, weswegen er sich mit Jerry Johnson notgedrungen auch noch von einem seit langer Zeit außer Form befindlichen Spieler trennen muss.
Das nagt natürlich an den Nerven. Als der Schiedsrichter beim nächsten Spiel eine Entscheidung gegen sein Team pfeift, rastet Billy aus und beschimpft ihn vor einem Millionenpublikum. Nicht nur die Zuschauer sind schockiert, seine Mutter gibt ihm auch noch Hausarrest. Nach einer Weile kommt Billy wieder zur Besinnung und will sich an ihrem Geburtstag dafür entschuldigen. Doch dabei entdeckt er, dass Lou ein Date mit ihr hat. Daher setzt er ihn mit der Begründung, Lou spiele in letzter Zeit nicht mehr so gut, im nächsten Spiel auf die Bank, wodurch seine Mannschaft schließlich verliert. Das ist ungünstig, denn die Twins stehen kurz vor den Play-offs. Man muss nur noch das Entscheidungsspiel gegen die Seattle Mariners gewinnen. Billy motiviert die Mannschaft, entschuldigt sich für sein Fehlverhalten und all den Stress, den er in letzter Zeit produziert hat und gibt Lou den Segen für die Ehe mit seiner Mutter, falls er den entscheidenden Home Run schlägt. Und Lou schlägt ihn. Der Ball fliegt und jeder glaubt, dass das Spiel damit gewonnen sei. Doch kurz vor dem Outfield wird der Ball noch abgefangen – die Twins verlieren. Die Play-Offs sind verpasst und die Saison ist beendet. Schließlich löst Billy sein Versprechen ein, als Teammanager und Trainer zurückzutreten, auch gegen den Willen seines Teams, das ihn unbedingt behalten hätte. Er möchte sich lieber auf seine Schule konzentrieren und bleibe ja weiterhin der Teambesitzer. Zum Schluss bedankt er sich vor einem vollen und jubelnden Stadion für die Saison.

## Kritik
Obwohl der Familienfilm „eine gutmütige Art“ habe, meinte Stephen Holden von der New York Times, sei das Regiedebüt von Andrew Scheinman auch „kitschig“. „Die besten Szenen des Films“ seien die Baseballszenen, denn sie seien für diese Art von Film „ungewöhnlich glaubwürdig“.
James Berardinelli kritisierte den Film, denn er habe weder eine „gute Handlung, noch sei er gute Unterhaltung“. „Besonders schlecht ist die erste Hälfte des Films“, aber auch dem Rest des Films würde jede „Spontanität fehlen“, was am schlechten Drehbuch liege. Die Handlung sei einfach „mangelhaft“ und der einzig interessante Konflikt sei der Druck des Gewinnenmüssens, wobei selbst dieser „simpel und enttäuschend“ gelöst werde. Der Humor sei „schwach und nur selten wirksam“.
Der renommierte Filmkritiker Roger Ebert lobte, dass der Film „den Baseball überaus ernst nehme.“ Außerdem lobte er, dass der Film, obwohl er „reine Fantasie“ sei, trotzdem versuche, die Entscheidungskraft Billys so realistisch wie möglich nachzuzeichnen. Und gerade weil er so ernsthaft und nicht lächerlich sei, funktioniere er auch.
Das Lexikon des internationalen Films meinte: „Sportlerkomödie um ein Kind, das seinen Mann stehen will; leidlich unterhaltend, auch wenn in den vielen Spielszenen die Zeitlupe arg inflationär verwendet wird.“

## Hintergrund
Der Film startete am 1. Juli 1994 in den Kinos und konnte etwas mehr als 12 Mio. US-Dollar wieder einspielen. In Deutschland wurde der Film am 5. Februar 1996 direkt auf VHS veröffentlicht und lief am 30. Dezember 1998 auf ZDF zum ersten Mal im Fernsehen.
Bei den Young Artist Awards 1995 wurden die Schauspieler für das beste Ensemble und Luke Edwards bei der Saturn-Award-Verleihung 1995 als bester Nachwuchsschauspieler nominiert.
Der ursprüngliche Soundtrack wurde von Hummie Mann komponiert und anschließend abgelehnt.